# Магла (филм из 2005)
Магла (енгл. The Fog) је амерички натприродни хорор филм из 2005. године, редитеља Руперта Вејнрајта, са Томом Велингом, Селмом Блер, Радом Шербеџијом и Меги Грејс у главним улогама. Представља римејк истоименог филма из 1980, твораца Џона Карпентера и Дебре Хил, који су потписани и као продуценти римејка.
Филм је сниман у Британској Колумбији, а премијерно је приказан 14. октобра 2005, у дистрибуцији продукцијске куће Sony Pictures Releasin. Добио је веома негативне оцене критичара и остварио солидну зараду од 46,2 милиона долара. На сајту Ротен томејтоуз оцењен је са 4%. Добио је циничну Фангоријину награду за најгори филм године, као и посебну награду за најмање страшан хорор филм.
Ово је претпоследњи филм на коме је радила Дебра Хил, која је преминула у марту 2005.

## Радња
Густа магла, са духовима који траже освету, прогони Антонио Беј, мали острвски град у Орегону, док група његових мештана покушава да открије мрачну историју града како би зауставила духове.

## Улоге
| Глумац         | Улога              |
| -------------- | ------------------ |
| Том Велинг     | Николас „Ник” Кесл |
| Меги Грејс     | Елизабет Вилијамс  |
| Селма Блер     | Стиви Вејн         |
| Дереј Дејвис   | Спунер             |
| Раде Шербеџија | капетан Блејк      |
| Кенет Велш     | мајор Том Малон    |
| Адријан Хоф    | отац Роберт Малон  |
| Сара Ботсфорд  | Кети Вилијамс      |
| Кол Хепел      | Енди Вејн          |
| Мери Блек      | тетка Кони         |
| Џонатан Јанг   | метеоролог Ден     |
| Соња Бенет     | Манди              |
| Меган Хеферн   | Бренди / Џенифер   |
| Ден Шеј        | Рик Пирс           |